# Ptilope moine
Ptilinopus monacha
Espèce
Statut de conservation UICN

 NT  : Quasi menacé
Le Ptilope moine (Ptilinopus monacha) est une espèce d’oiseau appartenant à la famille des Columbidae.
Cet oiseau est endémique des Moluques du Nord.